# Чемпіонат Чорногорії з футболу 2014—2015
Чемпіонат Чорногорії з футболу 2014/2015 років (або Перша ліга) — 9-й сезон найвищого рівня футбольних дивізіонів Чорногорії. Розпочався 9 серпня 2014 р. і завершився 30 травня 2015 р.

## Учасники та стадіони
| Команда   | Розташування     | Стадіон                       | Місткість |
| --------- | ---------------- | ----------------------------- | --------- |
| Беране    | Беране           | «Градскі»                     | 10 000    |
| Бокель    | Котор            | «Под Врмцем»                  | 3 000     |
| Будучност | Подгориця        | «Под Ґоріцом»                 | 12 000    |
| Ґрбаль    | Радановічі       | «Грбаль» («Под Сутваром»)     | 1 500     |
| Зета      | Голубовці        | «Трешниця»                    | 4 000     |
| Ловчен    | Цетинє           | «Обліча Поляна»               | 2 000     |
| Младост   | Подгориця        | «Цвієтні Брієг»               | 1 500     |
| Могрен    | Будва            | «Лугови»                      | 2 000     |
| Морнар    | Бар              | «Тополиця»                    | 2 000     |
| Петровац  | Петровац на Мору | «Под Малим Брдом»             | 1 500     |
| Рудар     | Плєвля           | «Градскі» («Под Ґолубінійом») | 10 000    |
| Сутьєска  | Никшич           | «Градскі» («Край Бистріце»)   | 10 800    |

## Турнірна таблиця
| М  | Команда   | І  | В  | Н | П  | РМ    | О   |
| -- | --------- | -- | -- | - | -- | ----- | --- |
| 1  | Рудар     | 33 | 22 | 6 | 5  | 58−18 | 72  |
| 2  | Сутьєска  | 33 | 20 | 9 | 4  | 58−23 | 69  |
| 3  | Будучност | 33 | 18 | 9 | 6  | 46−20 | 63  |
| 4  | Младост   | 33 | 16 | 9 | 8  | 53−36 | 571 |
| 5  | Ґрбаль    | 33 | 15 | 7 | 11 | 52−44 | 52  |
| 6  | Ловчен    | 33 | 15 | 5 | 13 | 42−32 | 50  |
| 7  | Петровац  | 33 | 12 | 7 | 14 | 30−35 | 43  |
| 8  | Бокель    | 33 | 11 | 8 | 14 | 38−45 | 41  |
| 9  | Зета      | 33 | 11 | 7 | 15 | 48−44 | 40  |
| 10 | Морнар    | 33 | 9  | 5 | 19 | 32−63 | 32  |
| 11 | Могрен    | 33 | 5  | 6 | 22 | 26−70 | 21  |
| 12 | Беране    | 33 | 3  | 4 | 26 | 25−78 | 13  |

Позначення:
|  | — чемпіон, участь у Лізі чемпіонів |
|  | — участь у Лізі Європи             |
|  | — участь у стикових матчах         |
|  | — виліт у нижчу лігу               |

1 ФК «Младост» візьме участь у розіграші Ліги Європи 2015—16 як переможець Кубку Чорногорії.

### Стикові матчі
По завершенню сезону відбудуться стикові матчі за право грати у Першій лізі. Команди, які зайняли 10-е та 11-е місця у Першій лізі, зустрічатимуться із командами, які зайняли 2-е та 3-є місця у Другій.
Перші матчі відбулися 3 червня 2015 р. у Барі та Будві, матчі-відповіді — 7 червня 2015 р. у Іґало та Тузах.
| Команда 1 | Заг.           | Команда 2 | 1-й матч | 2-й матч |
| --------- | -------------- | --------- | -------- | -------- |
| Морнар    | 2:2 (пен. 9:8) | Іґало     | 2:0      | 0:2      |
| Могрен    | 1:7            | Дечич     | 0:5      | 1:2      |